# Unión Linda Vista, Santiago Jamiltepec
Unión Linda Vista är en ort i Mexiko.   Den ligger i kommunen Santiago Jamiltepec och delstaten Oaxaca, i den sydöstra delen av landet, 400 km söder om huvudstaden Mexico City. Unión Linda Vista ligger 271 meter över havet och antalet invånare är 323.
Terrängen runt Unión Linda Vista är varierad. Runt Unión Linda Vista är det ganska glesbefolkat, med 26 invånare per kvadratkilometer. Närmaste större samhälle är Santiago Jamiltepec, 9,9 km sydväst om Unión Linda Vista. Omgivningarna runt Unión Linda Vista är en mosaik av jordbruksmark och naturlig växtlighet.